# Paul Temple und der Fall Madison
Paul Temple und der Fall Madison ist ein achtteiliges Hörspiel aus der Paul-Temple-Reihe von Francis Durbridge, das der NWDR Köln im Jahre 1955 produzierte und der WDR in der Zeit vom 13. Januar 1956 bis 2. März 1956 erstmals ausstrahlte. Die gesamte Spieldauer beträgt 272 Minuten.

## Titel der einzelnen Folgen
1. Ein Penny zum Nachdenken
2. Einer tanzt aus der Reihe
3. Eileen
4. Zu Gast bei Hubert Greene
5. Steve übernimmt das Kommando
6. Verwischte Spuren
7. Verdacht auf vier
8. Mr. Madison persönlich

## Handlung
Auf der Heimreise von New York nach London lernen der Schriftsteller und Privatdetektiv Paul Temple und seine Frau Steve den Millionär Sam Portland kennen. Dieser erzählt davon, dass er im Jahre 1914 als junger Mann in Chicago von dem Polizisten Dan Kelly aufgegriffen wurde, weil er sein Gedächtnis verloren hatte. Damals gab man ihm den Namen Sam Portland. Später gründete er mehrere Fabriken und wurde steinreich. Der einzige Hinweis auf seine Identität sei ein englischer Penny, den er bis heute an seiner Uhrkette trage. Sein Londoner Vertreter Hubert Greene will mit Hilfe eines Privatdetektivs namens Madison wichtige Erkenntnisse über seine Herkunft erworben haben. Am nächsten Tag stirbt Portland an einem Herzschlag. 
Bei der Ankunft in Southampton bestreitet Greene jedoch, irgendetwas von der Sache mit Madison zu wissen. Auch Portlands Frau Stella und sein Sekretär George Kelly, die ebenfalls mitgereist sind, wissen angeblich nichts davon. 
Sir Graham Forbes von Scotland Yard befragt Temple nach Portlands Tod, da seinem Kollegen Inspektor James ein Brief vorliegt, wonach ein Mord zu befürchten sei, wenn Portland nach England käme. 
Von Stella Portland erfährt Temple, dass sich Greene auffallend für die Uhrkette mit dem daran befestigten Penny interessiert. Als er sich den Penny genauer ansieht, erkennt Paul das Prägejahr 1919. Das heißt, dass der Penny erst fünf Jahre nach dem Auftauchen Portlands in Chicago in Umlauf gesetzt wurde.
Für Sir Graham ist die Angelegenheit erledigt, nachdem feststeht, dass Portland auf keinen Fall durch Fremdverschulden umgekommen sein kann. Er muss sich um eine Falschmünzerbande kümmern, die europaweit ihr Unwesen treibt und deren Zentrale sich anscheinend in England befindet. Als kurze Zeit darauf Mark Kendell, der tags zuvor bei den Temples eingebrochen ist, bei einem Fluchtversuch tödlich verunglückt, findet man bei ihm eine Aktentasche angefüllt mit gut gefälschten 100-Dollar-Banknoten.
Archie Brooks, ein Verbindungsmann der Polizei, wird nach einem Gespräch mit den Temples erstochen. Offenbar hatte er auch Verbindung zu Mark Kendell gehabt. Als Temple und Inspektor James seine Wohnung durchsuchen, klingelt das Telefon. James, der sich mit verstellter Stimme als Brooks ausgibt, erfährt von einer gewissen Eileen, dass am nächsten Abend bei einem abgelegenen Gutshof irgendetwas geschehen soll.  
Auf dem Weg zum Gutshof finden Temple und Forbes den ermordeten Inspektor James. Zur angegebenen Zeit beobachten sie, wie bei der unbewohnten Foxdale Farm ein Hubschrauber bei der Landung verunglückt. In der Nähe findet Steve einen Schlüsselbund mit einem Penny aus dem Jahre 1919 als Anhänger, der offensichtlich aus der verunglückten Maschine stammt.
Bei einem Wochenendbesuch im Landhaus von Hubert Greene wird dessen Ehefrau Eileen, bevor sie mit den Temples über ihre Verbindung zu Archie Brooks und der Bande sprechen kann, tot aus einem nahen See gezogen. Sie wurde ebenfalls mit einem Messer getötet. Dadurch gerät George Kelly in Verdacht, der früher als Messerwerfer bei einem Zirkus gearbeitet hat. 
Im Wohnhaus der Temples ist in der Etage über ihnen vor kurzem ein Mann eingezogen, der sich Dr. Elzec nennt und bereits früher in eine Falschmünzeraffäre verwickelt war.
Forbes findet heraus, dass der verunglückte Hubschrauberpilot aus den Niederlanden kam, um neue gefälschte Banknoten auf den Kontinent zu bringen. Madison, der Chef der Bande,  hielt die Verabredung aber nicht ein, da er Wind von der Polizeiaktion bekam. Nun soll ein Mann namens Alfaro, den die niederländische Polizei seit längerem überwacht, nach England kommen, um den Transport der Banknoten zu übernehmen. 
Steve wird als Lockvogel auf Alfaro angesetzt, der aber anscheinend Bescheid weiß. So  verschleppt er sie auf einen Kabinenkreuzer, auf dem sich auch Dr. Elzec befindet. Sie hört, dass das Boot zu einem Landhaus fährt, in dem sich die Zentrale der Bande befinden 				soll. Kurz nachdem Steve befreit und auf ein Polizeiboot gebracht wird, explodiert der Kreuzer. Unter den Toten befinden sich auch Alfaro und ein Polizist. Wie es scheint, hat Madison eine Bombe auf dem Schiff deponiert und ist im Begriff, die Organisation aufzulösen.
Wegen des Mordes an Eileen geraten nun auch Moira, die Stieftochter von Stella Portland, und ihr Verlobter Chris Boyer ins Visier von Scotland Yard. Kurze Zeit danach nimmt sich Moira das Leben. Sie war rauschgiftsüchtig und litt an Depressionen. 
Am selben Abend finden Paul Temple und George Kelly den schwer misshandelten Elzec in dessen Wohnung vor. Bevor er stirbt, teilt er Temple mit, dass sich die Falschmünzerwerkstatt in einem Landhaus in Lokdale befinden soll. 
Stella Portland berichtet den Temples, was sie von Moira kurz vor deren Selbstmord erfahren hat. Danach soll Chris Boyer Moira monatelang mit seinem Wissen über die Herkunft ihres Vaters erpresst haben, der der Sohn eines berüchtigten Betrügers gewesen sein soll. Moira war es auch, die den Penny an der Uhrkette vertauschte, da das echte Geldstück aus dem Jahre 1885 eine eingeritzte Widmung von Sams Vater enthielt als Beweisstück hätte dienen können.
Mit einem Trick lotst Temple Hubert Greene in seine Wohnung und erklärt ihm, dass es ausreichend Beweise dafür gibt, dass er Madison, der Chef der Geldfälscherbande, ein Mörder und Erpresser sei. Denn nicht Boyer, sondern Greene hat Moira erpresst mit dem Ziel, die Portland-Gesellschaft übernehmen zu können. Greene, der erkennt, dass sein Spiel aus ist, flieht aus der Wohnung, kann aber von der Polizei gestellt und verhaftet werden.

## Besetzung
- René Deltgen: Paul Temple
- Ursula Langrock: Steve, seine Frau
- Kurt Lieck: Sir Graham Forbes
- Herbert Hennies: Charlie, Diener der Temples
- Heinz Schimmelpfennig: George Kelly
- Peter René Körner: Hubert Greene
- Lilly Towska: Stella Portland
- Karl Heinz Bender: Chris Boyer
- Erika Kiessler: Moira Portland
- Kurt Faber: Inspektor Vosper
- Alf Marholm: Inspektor James
- Heinz von Cleve: Alfaro
- Walter Holetzko: Doktor Elzec
- Walter Reymer: Sam Portland
- Haide Lorenz: Eileen Greene
- Alwin Joachim Meyer: Archie Brooks
- Frank Barufski: Mark Kendell
- Karl Brückel: Mr. Sealey
- Fritz Leo Liertz: Maitland, Empfangschef
- Manfred Brückner: Micky Denson
- Willi Karras: Robert, Kellner
- Franz Schneider: Polizist
- Reta Rena: Garderobiere
- Heinz Schacht u. v. a.

- Deutsch von Helmut Schrey
- Musik: Hans Jönsson
- Regie: Eduard Hermann

## Veröffentlichungen
- Paul Temple und der Fall Madison ist beim Audio Verlag auf CD und MC erschienen. (ISBN 3898133281)